# Szászkézd község
Szászkézd község (románul: Comuna Saschiz) község Maros megyében, Romániában. Központja Szászkézd, beosztott falvai Miklóstelke, Zoltán.

## Népessége
A 2011-es népszámlálás adatai alapján a község népessége 1965 fő volt.